# Bni M'Hamed-Sijelmassa
Bni M'Hamed-Sijelmassa  (in arabo بني امحمد سجلماسة‎?) è un centro abitato e comune rurale del Marocco situato nella provincia di Errachidia, regione di Drâa-Tafilalet. Conta una popolazione di 14 433 abitanti (censimento 2014).